# Maniola maniolides
Maniola maniolides är en fjärilsart som beskrevs av Le Cerf 1912. Maniola maniolides ingår i släktet Maniola och familjen praktfjärilar. Inga underarter finns listade i Catalogue of Life.